# Defereggental
Defereggental (o Valle del Defereggen) o semplicemente Deferegge (pronuncia tedesca: [ˈdɛfəʁɛɡn̩]), si trova al centro del Distretto di Lienz. La sua vicina parallela è la Val Pusteria. La valle del Defereggen è collegata da una strada chiamata Defereggentalstraße. Il suo nome deriva dalla parola celtica dubar(nero, scuro) o dallo slavo dober (buono).
Si trova nel Parco Nazionale degli Alti Tauri ed è circondata dalle vette dei Monti del Villgraten, del Gruppo delle Vedrette di Ries, del Gruppo del Lasörling e del Gruppo del Schober. Il fiume Schwarzach scorre attraverso la valle. Ci sono tre comuni nella valle: Hopfgarten in Defereggen, Sankt Veit in Defereggen e Sankt Jakob in Defereggen.
La valle è stata abitata fin dal VII secolo da coloni che vi entrarono attraverso la sella Staller e il Passo Gola (Klammljoch), entrambi passaggi verso l'attuale Alto Adige. 
Defereggental è protetta all'interno del Parco Nazionale degli Alti Tauri ed è considerata una delle valli montane più incontaminate delle Alpi. È Lunga circa 60 km, è quindi una delle valli più lunghe e meno popolate delle Alpi austriache.